# Liste der Baudenkmäler in Rödelsee
Auf dieser Seite sind die Baudenkmäler in der unterfränkischen Gemeinde Rödelsee zusammengestellt. Diese Tabelle ist eine Teilliste der Liste der Baudenkmäler in Bayern. Grundlage ist die Bayerische Denkmalliste, die auf Basis des Bayerischen Denkmalschutzgesetzes vom 1. Oktober 1973 erstmals erstellt wurde und seither durch das Bayerische Landesamt für Denkmalpflege geführt wird. Die folgenden Angaben ersetzen nicht die rechtsverbindliche Auskunft der Denkmalschutzbehörde.
 Diese Liste gibt den Fortschreibungsstand vom 21. Dezember 2023 wieder und enthält 28 Baudenkmäler.

## Baudenkmäler nach Gemeindeteilen

### Rödelsee
| Lage                                                                  | Objekt                                                         | Beschreibung | Akten-Nr.     | Bild           |
| --------------------------------------------------------------------- | -------------------------------------------------------------- | --- | ------------- | -------------- |
| Alte Iphöfer Straße (Standort)                                        | Bildstock                                                      | Vierkantiger Schaft auf Inschriftensockel mit rundbogigem Bildaufsatz, mit Kreuzigung, 1707; erneuert | D-6-75-161-2  | BW             |
| Alte Iphöfer Straße 2, an der Hausfassade (Standort)                  | Inschrift                                                      | Querrechteckiger Sandstein mit eingemeißelter Inschrift von 1762 | D-6-75-161-1  | BW             |
| An den Kirchen 1 (Standort)                                           | Evangelisch-lutherische Pfarrkirche St. Bartholomäus           | Chorturmkirche, Saalbau, 1770 anstelle der alten Simultankirche; mit Ausstattung | D-6-75-161-6  | weitere Bilder |
| An den Kirchen 7 (Standort)                                           | Katholische Pfarrkirche St. Bartholomäus                       | Saalbau mit Turmfassade, 1779–1783, nach Plänen von Major Adam Salomon Fischer; mit Ausstattung | D-6-75-161-7  | weitere Bilder |
| An den Kirchen 12 (Standort)                                          | Wohnhaus                                                       | Zweigeschossiger traufständiger Satteldachbau mit rundbogiger Tordurchfahrt und Fachwerkobergeschoss, bezeichnet „1596“                                                                                   | D-6-75-161-8  | weitere Bilder |
| An den Kirchen 14 (Standort)                                          | Ehemaliges Zehnthaus der Grafen von Castell, jetzt Gasthaus    | Zweigeschossiger traufständiger Satteldachbau mit rundbogiger Tordurchfahrt und geohrten Fensterrahmungen, Portal mit Wappen der Castell, bezeichnet „1648“                                               | D-6-75-161-9  | weitere Bilder |
| An den Kirchen 16 (Standort)                                          | Wohnhaus und Sparkasse                                         | Zweigeschossiger Walmdachbau in Ecklage mit korbbogiger Einfahrt und teils geohrten Fensterrahmungen, 17./18. Jahrhundert                                                                                 | D-6-75-161-10 | weitere Bilder |
| Bachgasse 2 (Standort)                                                | Wohnhaus                                                       | Zweigeschossiger Walmdachbau mit Fachwerkobergeschoss, 18. Jahrhundert | D-6-75-161-3  | weitere Bilder |
| Bachgasse 4 (Standort)                                                | Wohnhaus                                                       | Zweigeschossiger, giebelständiger Satteldachbau mit verputztem Fachwerkgiebel, 18. Jahrhundert | D-6-75-161-4  | weitere Bilder |
| Ebracher Hof 3, 5 (Standort)                                          | Ehemaliger Ebracher Hof                                        | Zweigeschossiger traufseitiger Satteldachbau mit Volutengiebel, geohrte Fensterrahmungen im Erdgeschoss, um 1600                                                                                          | D-6-75-161-5  | weitere Bilder |
| Ebracher Hof 3, 5 (Standort)                                          | Ehemaliger Ebracher Hof                                        | Portal und Giebel bezeichnet „1712“ | D-6-75-161-5  | weitere Bilder |
| Großlangheimer Straße, Friedhof, in der Leichenhalle (Standort)       | Bildstock                                                      | mit Pietà, bezeichnet „1707“ | D-6-75-161-24 | BW             |
| Nähe Großlangheimer Straße (Standort)                                 | Friedhofsmauer                                                 | aus Bruchstein, Sandstein, 1680, 1826 | D-6-75-161-28 | BW             |
| Nähe Großlangheimer Straße (Standort)                                 | Leichenhaus                                                    | Sandsteinquaderbau mit Satteldach, um 1930 | D-6-75-161-28 | BW             |
| Nähe Großlangheimer Straße ()                                         | Gruft (Fam. Geisendörfer)                                      | mit gestuftem Steindach, 18. Jh | D-6-75-161-28 |                |
| Nähe Großlangheimer Straße (Standort)                                 | Epitaphien in den Friedhofsmauern                              | eines bez. 1622, und des 18. Jh. | D-6-75-161-28 | BW             |
| Nähe Großlangheimer Straße ()                                         | Kreuzigungsrelief                                              | wohl 16. Jh. | D-6-75-161-28 |                |
| Nähe Großlangheimer Straße ()                                         | Grabmal                                                        | klassizistisches Grabmal mit Urne, bez. 1831 | D-6-75-161-28 |                |
| Nähe Großlangheimer Straße ()                                         | Grabplatten                                                    | 18. Jh | D-6-75-161-28 |                |
| Heerd, ca. 1 km südlich des Ortes am Fuße des Schwanberges (Standort) | Jüdischer Friedhof                                             | In der ersten Hälfte des 15. Jahrhunderts angelegt, Bau einer Mauer und des Taharahauses 1602 (heute Neubau von nach 1980), erweitert 1614 und im 19. Jahrhundert, Grabmäler des 19. und 20. Jahrhunderts | D-6-75-161-17 | weitere Bilder |
| Mainbernheimer Straße 17 (Standort)                                   | Katholisches Pfarrhaus                                         | Zweigeschossiger traufständiger Satteldachbau mit Fachwerkobergeschoss, 17./18. Jh. | D-6-75-161-26 | BW             |
| Nähe Zehntgasse (Standort)                                            | Ehemalige Zehntscheune                                         | Massivbau mit korbbogiger Toreinfahrt und Halbwalmdach, bezeichnet „1785“ | D-6-75-161-15 | weitere Bilder |
| Schloßstraße 2 (Standort)                                             | Ehemaliges Crailsheimsches Schloss, jetzt Winzergenossenschaft | Zweigeschossiger Satteldachbau mit Volutengiebeln und Freitreppe, um 1600 erbaut für die Freiherren von Crailsheim                                                                                        | D-6-75-161-12 | weitere Bilder |
| An der Schloßstraße (Standort)                                        | Remise zugehörig zum ehemaligen Crailsheimer Schloss           | | D-6-75-161-12 | BW             |
| Spieß; an der Straße nach Wiesenbronn (Standort)                      | Bildstock                                                      | Auf Barocksockel, Darstellung der sieben Leidensstationen Jesu, bezeichnet „1727“ | D-6-75-161-18 | BW             |
| Wiesenbronner Straße 5 (Standort)                                     | Wohnhaus                                                       | Zweigeschossiger traufständiger Satteldachbau mit korbbogiger Einfahrt, Fledermausgauben und geohrten Fensterrahmungen, 18. Jahrhundert                                                                   | D-6-75-161-13 | weitere Bilder |
| Wiesenbronner Straße 7 (Standort)                                     | Evangelisch-lutherisches Pfarramt                              | Zweigeschossiger Walmdachbau mit geohrten Fensterrahmungen, Hoftor, 18. Jahrhundert | D-6-75-161-14 | weitere Bilder |
| Zehntgasse 12 (Standort)                                              | Bauernhof                                                      | Wohnhaus, zweigeschossiger giebelständiger Satteldachbau, im Kern 17. Jahrhundert | D-6-75-161-16 | BW             |
| Zehntgasse 12 (Standort)                                              | Bauernhof, Scheune                                             | | D-6-75-161-16 | BW             |
| Zehntgasse 12 (Standort)                                              | Bauernhof, Nebengebäude                                        | | D-6-75-161-16 | BW             |

### Fröhstockheim
| Lage                               | Objekt                                                            | Beschreibung | Akten-Nr.     | Bild           |
| ---------------------------------- | ----------------------------------------------------------------- | --- | ------------- | -------------- |
| Kirchplatz (Standort)              | Kriegerdenkmal zur Erinnerung an die Gefallenen beider Weltkriege | Auf einem hohen Sockel aus zwei Kalksteinblöcken ruht die Figur eines verwundeten Löwen, Inschriften, von Richard Rother, 1922 | D-6-75-161-25 | BW             |
| Kirchplatz 1 (Standort)            | Wirtshausschild                                                   | Bezeichnet „1733“ | D-6-75-161-19 | BW             |
| Kirchplatz 7 (Standort)            | Wirtschaftsgebäude                                                | Zweigeschossiger Mansarddachbau mit rundbogiger Toreinfahrt, 18. Jahrhundert                                                   | D-6-75-161-20 | weitere Bilder |
| Kirchplatz 8 (Standort)            | Schloss der Freiherren von Crailsheim                             | Vierflügelanlage aus zweigeschossigen Mansarddachbauten mit Ecktürmen, spätes 16. Jahrhundert, Dächer 18. Jahrhundert          | D-6-75-161-20 | weitere Bilder |
| Kirchplatz 9 (Standort)            | Evangelisch-lutherische Pfarrkirche St. Laurentius                | Schlichter Saalbau mit polygonalem Chorabschluss, Chorturm 15. Jahrhundert, Langhaus um 1600; mit Ausstattung                  | D-6-75-161-21 | weitere Bilder |
| Nähe Hauptstraße (Standort)        | Gruftkapelle derer von Crailsheim                                 | Satteldachbau mit Ecklisenen und spitzbogigen Öffnungen, um 1870                                                               | D-6-75-161-29 | BW             |
| Richard-Rother-Straße 2 (Standort) | Pavillon                                                          | Klein, eingeschossig, mit Vollwalmdach, profilierte Traufgesimse, am Portalsturz bezeichnet „1798“                             | D-6-75-161-27 | BW             |
| Richard-Rother-Straße 7 (Standort) | Altes Pfarrhaus                                                   | Zweigeschossiger Mansarddachbau mit umlaufendem Gesims, spätes 18. Jahrhundert                                                 | D-6-75-161-22 | BW             |

### Schwanberg
| Lage                    | Objekt             | Beschreibung | Akten-Nr.     | Bild           |
| ----------------------- | ------------------ | --- | ------------- | -------------- |
| Schwanberg 1 (Standort) | Schloss Schwanberg | Anlage im unregelmäßigen Fünfeck, 16.–18. Jahrhundert, an der Stelle vorgeschichtlicher und frühmittelalterlicher Befestigung vom Hochstift Würzburg erbaut, später entfremdet und durch Fürstbischof Julius Echter von Mespelbrunn zurückgekauft, unter Verwendung älterer Mauern und Türme aus Buckelquadern                                                                           | D-6-75-161-23 | weitere Bilder |
| Schwanberg 1 (Standort) | Garten und Park    | Regelmäßige, dem Reform- bzw. Landhausgartenstil verpflichtete Anlage mit Alleen, Rasenparterre, Alpinum, Bassin und Mausoleum, umgeben von landschaftlich gestalteten Partien, Entwurf und Ausführung Firma Möhl & Schnizlein, für Alexander Graf von Castell-Rüdenhausen, 1919–21, sekundäre Ausstattung mit zeitgenössischen und barocken Skulpturen in Zweitverwendung, 1930er Jahre | D-6-75-161-23 | weitere Bilder |